# Ashes Tour 1997
Die Ashes Tour 1997 war die Tour australischen Cricket-Nationalmannschaft nach England, die die 59. Austragung der Ashes beinhaltete und zwischen dem 5. Juni und dem 23. August 1997 ausgetragen wurde. Sie war Bestandteil der Internationalen Cricket-Saison 1997 und umfasste sechs Tests und drei ODIs. Australien gewann die Test-Serie 3–2, während England und die ODI-Serie 3–0 gewann.

## Vorgeschichte
Für beide Mannschaften war es die erste Tour der Saison.
Das letzte Aufeinandertreffen der beiden Mannschaften bei einer Tour fand in der Saison 1994/95 in Australien statt.

## Stadien
Die folgenden Stadien wurden für die Tour als Austragungsort vorgesehen.
| Stadion                     | Stadt      | Kapazität | Spiele          |
| --------------------------- | ---------- | --------- | --------------- |
| Edgbaston Cricket Ground    | Birmingham | 24.803    | 1. Test         |
| Headingley Stadium          | Leeds      | 17.000    | 4. Test; 1. ODI |
| The Oval                    | London     | 23.500    | 6. Test; 2. ODI |
| Lord’s Cricket Ground       | London     | 30.000    | 2. Test; 3. ODI |
| Old Trafford Cricket Ground | Manchester | 19.000    | 3. Test         |
| Trent Bridge                | Nottingham | 15.350    | 5. Test         |

## Kaderlisten
Die folgenden Kader wurden von den Mannschaften benannt.
| Test | Test | ODI | ODI |
| England | Australien | England | Australien |
| --- | --- | --- | --- |
| - Mike Atherton - Mark Butcher - Andy Caddick - John Crawley - Robert Croft - Mark Ealham - Darren Gough - Dean Headley - Adam Hollioake - Ben Hollioake - Nasser Hussain - Devon Malcolm - Peter Martin - Mark Ramprakash - Mike Smith - Alec Stewart - Graham Thorpe - Phil Tufnell | - Michael Bevan - Greg Blewett - Matthew Elliott - Jason Gillespie - Ian Healy - Michael Kasprowicz - Glenn McGrath - Ricky Ponting - Paul Reiffel - Mark Taylor - Shane Warne - Mark Waugh - Steve Waugh - Shaun Young | - Mike Atherton - Mark Butcher - Andy Caddick - John Crawley - Robert Croft - Mark Ealham - Darren Gough - Dean Headley - Adam Hollioake - Ben Hollioake - Nasser Hussain - Devon Malcolm - Peter Martin - Mark Ramprakash - Mike Smith - Alec Stewart - Graham Thorpe - Phil Tufnell | - Michael Bevan - Greg Blewett - Matthew Elliott - Adam Gilchrist - Jason Gillespie - Ian Healy - Michael Kasprowicz - Justin Langer - Glenn McGrath - Michael Slater - Mark Taylor - Shane Warne - Mark Waugh - Steve Waugh |

## Tour Matches
| 15. Mai Scorecard | Arundel | Australians 235-5 (50)           | – | Duke of Norfolk's XI 122 (34.5) |
|                   |         | Australians gewinnt mit 113 Runs |   |                                 |

| 17. Mai Scorecard | Northampton | Australians 232 (47.4)                       | – | Northamptonshire 134-5 (35/35) |
|                   |             | Australians gewinnt mit 17 Runs (D/L method) |   |                                |

| 18. Mai Scorecard | Worcester | Australians 121 (50)                 | – | Worcestershire 123-5 (38.5) |
|                   |           | Worcestershire gewinnt mit 5 Wickets |   |                             |

| 20. Mai Scorecard | Chester-le-Street | Durham   | – | Australians |
|                   |                   | Abgesagt |   |             |

| 27. – 29. Mai Scorecard | Bristol | Australians 249 & 354-4d | – | Gloucestershire 350 |
|                         |         | Remis                    |   |                     |

| 31. Mai – 2. Juni Scorecard | Derbyshire | Australians 362-6d (85) & 265-4d (66) | – | Derbyshire 257-9d (65) & 371-9 (68.3) |
|                             |            | Derbyshire gewinnt mit 1 Wicket       |   |                                       |

| 11. – 13. Juni Scorecard | Nottingham | Nottinghamshire 239 (70.1) | – | Australians 398-5 (95.2) |
|                          |            | Remis                      |   |                          |

| 14. – 16. Juni Scorecard | Leicester | Australians 220-8d (61) & 105-3d (23.4) | – | Nottinghamshire 62-4d (30.3) & 179 (51.4) |
|                          |           | Australians gewinnt mit 84 Runs         |   |                                           |

| 25. – 27. Juni Scorecard | Oxford | British Universities | – | Australians |
|                          |        | Abgesagt             |   |             |

| 28. – 30. Juni Scorecard | Southampton | Hampshire 156 (49.1) & 176 (61.4)                  | – | Australians 465-5 (121) |
|                          |             | Australians gewinnt mit einem Innings und 133 Runs |   |                         |

| 8. Juli Scorecard | Jesmond | Australians 290-7 (50)         | – | Minor Counties 281-9 (50) |
|                   |         | Australians gewinnt mit 9 Runs |   |                           |

| 12. Juli Scorecard | Edinburgh | Australians 278-9 (50) | – | Schottland 95-6 (21.5/21.5) |
|                    |           | No Result              |   |                             |

| 14. Juli Scorecard | Wormsley | Australians 267-5d (44) | – | John Paul Getty Invitation XI 237-4 (37) |
|                    |          | Remis                   |   |                                          |

| 16. – 18. Juli Scorecard | Cardiff | Australians 269-4d (88) & 217-7d (69) | – | Glamorgan 254 (68.3) & 211-3 (51) |
|                          |         | Remis                                 |   |                                   |

| 19. – 21. Juli Scorecard | London (Lord’s) | Middlesex 305 (97.4) & 201-6d (59) | – | Australians 432-7 (116) |
|                          |                 | Remis                              |   |                         |

| 1. – 4. August Scorecard | Taunton | Somerset 284 (65.3) & 147-3 (41) | – | Australians 323 (59.3) |
|                          |         | Remis                            |   |                        |

| 16. – 18. August Scorecard | Canterbury | Somerset 201 (50.3) & 343 (98)    | – | Australians 315 (81.1) & 231-4 (51.5) |
|                            |            | Australians gewinnt mit 6 Wickets |   |                                       |

## One-Day Internationals

### Erstes ODI in Leeds
| 22. Mai Scorecard | Leeds | Australien 170-8 (50)         | – | England 175-4 (40.1) |
|                   |       | England gewinnt mit 6 Wickets |   |                      |

### Zweites ODI in London
| 24. Mai Scorecard | London (Oval) | Australien 249-6 (50)         | – | England 253-4 (48.2) |
|                   |               | England gewinnt mit 6 Wickets |   |                      |

### Drittes ODI in London
| 1. Juni Scorecard | London (Lord’s) | Australien 269 (49.2)         | – | England 270-4 (49) |
|                   |                 | England gewinnt mit 6 Wickets |   |                    |

## Tests

### Erster Test in Birmingham
| 5. – 8. Juni Scorecard | Birmingham | Australien 118 (31.5) & 477 (144.4) | – | England 478-9d (138.4) & 119-1 (21.3) |
|                        |            | England gewinnt mit 9 Wickets       |   |                                       |

### Zweiter Test in London
| 19. – 23. Juni Scorecard | London (Lord’s) | England 77 (42.3) & 266-7d (79) | – | Australien 213-4d (61) |
|                          |                 | Remis                           |   |                        |

### Dritter Test in Manchester
| 3. – 7. Juli Scorecard | Manchester | Australien 235 (77.3) & 395-8d (122) | – | England 162 (84.4) & 200 (73.4) |
|                        |            | Australien gewinnt mit 268 Runs      |   |                                 |

### Vierter Test in Leeds
| 24. – 28. Juli Scorecard | Leeds | England 172 (59.4) & 268 (91.1)                  | – | Australien 501-9d (123) |
|                          |       | Australien gewinnt mit einem Innings und 61 Runs |   |                         |

### Fünfter Test in Nottingham
| 7. – 10. August Scorecard | Nottingham | Australien 427 (121.5) & 336 (98.5) | – | England 313 (93.5) & 186 (48.5) |
|                           |            | Australien gewinnt mit 264 Runs     |   |                                 |

### Sechster Test in London
| 21. – 23. August Scorecard | London (Oval) | England 180 (56.4) & 163 (66.5) | – | Australien 220 (79.3) & 104 (32.1) |
|                            |               | England gewinnt mit 19 Runs     |   |                                    |